# Dornier Do 217
El Dornier Do 217 fue un bombardero usado por la Luftwaffe durante la Segunda Guerra Mundial como una versión más potente del Dornier Do 17, conocido como el Fliegender Bleistift («lápiz volador» en alemán). Diseñado entre 1937 y 1938 como bombardero pesado, su diseño fue refinado en 1939 y su producción en serie comenzó a finales de 1940. Entró en servicio a principios de 1941 y a principios de 1942 ya estaba desplegado a gran escala. El Dornier Do 217 tenía una capacidad para cargar bombas mucho más grande y un alcance muy superior con respecto a su predecesor: el Do 17. En variantes posteriores, fue probado como bombardero en picado y también como avión de ataque marítimo utilizando bombas planeadoras Fritz X, logrando un éxito considerable en este último papel.
Las primeras variantes del Do 217 eran mucho más potentes que los bombarderos medios Heinkel He 111 y Junkers Ju 88, superando a estos en velocidad, alcance y carga de bombas. Debido a esto, fue designado como bombardero pesado en lugar de bombardero medio. El Do 217 sirvió en todos los frentes y en todas sus funciones. En el Frente Oriental y en el Frente Occidental operó como bombardero estratégico, torpedero y avión de reconocimiento. También llevó a cabo funciones tácticas, tanto de ataque a tierra directo como de ataque antibuque durante la Batalla del Atlántico y la Batalla de Normandía. El Do 217 también fue convertido en caza nocturno y entró en acción de forma considerable en la campaña de Defensa del Reich hasta el último día de la guerra.
El modelo también sirvió en las unidades antibuque en la Batalla del Mediterráneo, atacando convoyes y buques de guerra Aliados. Fue en el Mediterráneo donde el Do 217 se convirtió en el primer avión de la historia de la aviación militar en desplegar en combate un tipo de bomba guiada de precisión, en forma de una bomba radiocontrolada Fritz-X, que condujo al hundimiento del acorazado italiano Roma en 1943. Después de finalizar la guerra, al menos un Dornier Do 217 continuó en servicio militar activo con la Fuerza Aérea Suiza hasta 1946.

## Diseño y desarrollo
A comienzos de 1938, Dornier inició la fabricación de la especificación No. 1323, que reconocía la necesidad de un bombardero bimotor que pudiera usarse como avión de reconocimiento de largo alcance propulsado por dos motores Daimler-Benz DB 601B. Dornier reconoció los defectos del rápido Dornier Do 17 mucho antes de la guerra.[cita requerida] Con la aparición del nuevo prototipo Junkers, el Junkers Ju 88 que era muy superior al Do 17 en todos los aspectos, Dornier diseñó un nuevo bombardero según lo requerido por el Ministerio del Aire del Reich (RLM) para un bombardero más grande y versátil que el Do 17, con capacidad de bombardeo de altura y de picado. Fue uno de los más usados y versátiles bombarderos de Alemania. Fue puesto en producción con la guerra ya comenzada, y remediaba todas las carencias del Do 17 con grandes avances en todas las áreas de diseño.
Superficialmente, parecía un Dornier Do 215 aumentado de tamaño, que inicialmente, estaba propulsado por los mismos motores. El Do 217 se considera actualmente un diseño considerablemente mayor y totalmente distinto. El primer prototipo (el Do 217 V1) voló por primera vez el 4 de octubre de 1938, pero se estrelló siete días después durante una prueba de vuelo con un solo motor. En las pruebas, se lo encontró inframotorizado e inmaniobrable en comparación con los bombarderos contemporáneos. La inestabilidad fue un problema al principio, pero modificaciones tales como listones fijos a lo largo de los bordes delanteros de las aletas verticales ayudaban a mejorar la estabilidad del vuelo.
Muchos de los esfuerzos de Dornier entre 1938 y 1940 se enfocaron a encontrar motores más potentes y de gran alcance, y a mejorar las calidades de vuelo. Cuando el motor radial BMW 801 estuvo disponible, fue la solución a los problemas de inframotorización del aparato, lo que permitió alargar el fuselaje para acomodar bombas más grandes y pesadas.
Había deseos de convertir al Do 217 en un aparato capaz de realizar bombardeos de picado, por lo que se le colocó un freno aerodinámico en la cola, aunque estos frenos forzaban en demasía el fuselaje posterior, por lo que a menudo eran retirados.[cita requerida]

## Producción
El Do 217 fue producido en serie desde noviembre de 1940 hasta mayo de 1944. En 1943, 395 aeronaves, no pudieron ser entregados a la Luftwaffe por la escasez de los motores DB 603 usados en las versiones M-1 y N-1. Estos aparatos, fueron almacenados, y cuando estuvieron disponible los motores, algunos de ellos, fueron terminados, el resto, alrededor de 125, fueron desguazados. El Do 217 solo fue construido por tres compañías Dornier: Dornier Friedrichshafen (DWF): 316 aparatos, Dornier Munich (DWM): 985 aparatos y Norddeutsche Dornier-Werke (NDW): 602 aparatos. La producción, finalizó en Friedrichshafen el mes de diciembre de 1942, y en Wismar (NDW) en octubre de 1943.
| Versión        | Dornier | DWF | DWM | NDW | SUM  |
| -------------- | ------- | --- | --- | --- | ---- |
| Prototipos     |         | 4   |     |     | 4    |
| A-0            |         | 9   |     |     | 9    |
| C-0            |         | 9   |     |     | 9    |
| E-1            |         | 44  | 50  |     | 94   |
| E-2            | 169     |     |     |     | 169  |
| E-4            | 527     |     |     |     | 527  |
| J-1            |         | 130 |     |     | 130  |
| K-1            | 220     |     |     |     | 220  |
| M-1            |         |     | 258 | 180 | 438  |
| N-1/N-2        |         | 10  | 315 |     | 325  |
| H (Conversión) |         | (3) |     |     | (3)  |
| P (Conversión) |         | (4) |     |     | (4)  |
| R (Conversión) |         | (4) |     |     | (4)  |
| SUM            | 916     | 206 | 623 | 180 | 1925 |

Fuentes: Archivos de la Bundesarchiv/Militärarchiv Freiburg y del Archivo Nacional de Washington.

## Variantes
- Do 217 A-0 : Serie de preproducción equipado con dos motores en línea DB 601B (1,085 hp, 809 kW), usado para misiones de reconocimiento. Solo se fabricaron 8 aparatos.
- Do 217 C-0 : Bombardero de preproducción equipado con los mismos motores DB 601B del Do 217 A-0, al que se le incrementó el armamento defensivo; solo se construyen 4 aparatos.
- Do 217 E-0 : Bombardero de Preproducción con el fuselaje alargado, equipado con dos motores radiales BMW 801A  (1,539 hp, 1,147 kW).
- Do 217 E-1 : Bombardero de producción con cinco ametralladoras MG 15 y un cañón MG 151 para autodefensa.
- Do 217 E-2 : Bombardero con carga de bombas aumentada y que podía ser equipado con frenos de picado en la cola para misiones de bombardeo en picado. Tres ametralladoras MG 15 de 7,92, dos ametralladoras MG131 de 13 mm, un cañón de 20 mm MG 151, y 4,000 kg (8,818 lb) de capacidad de carga de bombas.
- Do 217 E-3 : bombardero de altura, con siete ametralladoras MG 15 de 7,92 mm y un cañón automático trasero MG FF.
- Do 217 E-4 : similar al E-2 al que reemplazó en la línea de producción, pero sin los frenos de picado; equipado con dos motores radiales BMW 801L.
- Do 217 E-5 : E-4 con mayor envergadura, modificado en la cadena de producción para lanzar el misil launch Henschel Hs 293.
- Do 217H : conversión de Do 217E equipado con dos motores DB 601 con turbocompresores experimentales.
- Do 217K : Bombardero con el fuselaje y morro acristalado rediseñados, simplificándose mediante la eliminación del parabrisas escalonado; equipado con dos motores radiales BMW 801L (1,677 hp, 1,250 kW).
  - Do 217 K-1 : Bombardero nocturno, versión estándar, equipado con dos motores radiales BMW 801L (1,677 hp, 1,250 kW).
  - Do 217 K-2 : Versión con la envergadura extendida para utilizar los Fritz X desde racks bajo las alas.
  - Do 217 K-3 : Similar al K-2, pero con capacidad de utilizar tanto los Henschel Hs 293 como los Fritz X.
- Do 217M : Do 217K con motores de pistón en línea de 1,750 PS (1,726 hp, 1,287 kW) DB 603.
  - Do 217 M-1 : Equivalente al K-1.
  - Do 217 M-3 : Con motores DB 603A equivalente al K-3.
  - Do 217 M-5 : Con capacidad de portar un Henschel Hs 293 montado semiexternamente bajo el fuselaje.
  - Do 217 M-11 : Similar al K-2 con una mayor envergadura para usar misiles Fritz X.
- Do 217J : Caza nocturno basado en el Do 217E. cuatro ametralladoras MG 17 de 7,92 mm y cuatro cañones automáticos MG FF de 20 mm.
  - Do 217 J-1 : Versión de ataque nocturno..
  - Do 217 J-2 : caza nocturno. Bodega de bombas retirada.
- Do 217L : Versión modificada del Do 217K con la cabina y el armamento cambiados. Solo dos construidos.
- Do 217N : Caza nocturno basado en el Do 217M. Armamento similar al Do 217J con dos MG 151 reemplazando a los cañones automáticos MG FF con la adición de cuatro MG 151.
  - Do 217 N-1 : Similar al J-2.
  - Do 217 N-2 : N-1 sin la torreta defensiva para reducir el peso.[5]
- Do 217P : Reconocimiento a alta altitud con dos motores de 1,860 PS (1,834 hp, 1,368 kW) DB 603B sobrealimentados por DB 605T en el fuselaje, con un techo operacional de 16,155 m (53,000 ft). Tres Do 217 P-0 de preproducción.
- Do 217R : Rediseño del prototipo Dornier Do 317 usado como portador de Henschel Hs 293.

## Operadores
Alemania
- Luftwaffe

 Italia
- Regia Aeronautica

 Suiza
- La Fuerza Aérea Suiza utilizó un avión Do 217N-2, internado después de que aterrizara en Basel en 1944 o 1945 y estuvo en servicio por lo menos hasta 1946.[6]

## Historia operacional
El Do 217 fue un éxito. Podía portar una carga de bombas mucho mayor que el Heinkel He 111 o el Junkers Ju 88. Era además mucho más rápido que cualquiera de los dos en velocidad. Durante dos años fue el mayor bombardero alemán, hasta la aparición dos años después del Heinkel He 177. Una escuadrilla de Do 217, hundió el acorazado de clase Littorio Roma con bombas guiadas Fritz X mientras navegaba con rumbo al puerto aliado de Malta tras la capitulación de Italia.
Al igual que el Do 17 y el Ju 88, el avión fue usado en gran cantidad de roles, incluyendo una de caza nocturno, una muestra de que Alemania, necesitaba desesperadamente cazas, más que bombarderos. La producción, se detuvo en abril de 1944 en favor de los cazas monomotores. El uso operacional del Do 217 como caza nocturno, fue restringido en 1943 al NJG 4. La mayor parte de la producción, fue usada en roles de entrenamiento. La única capacidad en la cual el Do 217 fue utilizado hasta el final de la guerra, fue en la de avión de reconocimiento nocturno.

## Supervivientes
Se fabricaron un total de 1905 Do 217. A día de hoy, no se conserva ningún aparato completo. La mayor reliquia conocida de este aparato, es una gran parte del fuselaje trasero que se puede encontrar en el museo de la fuerza aérea italiana en Roma.

## Especificaciones

### Características generales
- Tripulación: 4
- Carga: 4000 kg para armas (bombas).
- Longitud: 17 m
- Envergadura: 19 m
- Altura: 4,96 m
- Superficie alar: 57 m²
- Peso vacío: 9100 kg
- Peso máximo al despegue: 16.700 kg
- Planta motriz: 2× Daimler-Benz DB 603, V12 invertidos refrigerados por líquido.
  - Potencia: 1287 kW (1726 HP; 1750 CV) cada uno.

### Rendimiento
- Velocidad máxima operativa (Vno): 557 km/h a 5700 m
- Velocidad crucero (Vc): 400 km/h
- Alcance: 2145 km (1158 nmi; 1333 mi)
- Techo de vuelo: 7370 m (24 180 ft) (a plena carga)
- Régimen de ascenso: 210 m/min

### Armamento
- Ametralladoras: 6× 

  - 4× MG 81 de 7,92 mm en el morro y en posiciones laterales.
  - 2× MG 131 de 13 mm en posiciones dorsal y ventral.
- Puntos de anclaje: Varios y bodega interna con una capacidad de carga máxima (interna y externa) de hasta 4000 kg, para cargar una combinación de:  
  - Bombas: De varios tipos, hasta 2517 kg
en bodega interna.

### Características generales
- Tripulación: 3
- Carga: 4000 kg
- Longitud: 18,2 m
- Envergadura: 19 m
- Altura: 5 m
- Superficie alar: 57 m²
- Peso vacío: 9350 kg
- Peso máximo al despegue: 13.180 kg
- Planta motriz: 2× BMW 801A, radiales de 14 cilindros en doble estrella.
  - Potencia: 1147 kW (1539 HP; 1560 CV) cada uno.

### Rendimiento
- Velocidad máxima operativa (Vno): 487 km/h a 5500 m
- Alcance: 2050 km (1107 nmi; 1274 mi)
- Techo de vuelo: 8400 m (27 559 ft)

### Armamento
- Ametralladoras: 6× 

  - 4× MG 17 de 7,92 mm en el morro, con 1000 proyectiles.
  - 2× MG 131 de 13 mm en posiciones dorsal y ventral con unos 500 proyectiles.

- Cañones: 4× MG FF de 20 mm en el morro, con 250 proyectiles.

### Aviónica
- Radar Lichtenstein

### Desarrollos relacionados
- Dornier Do 17
- Dornier Do 215
- Dornier Do 317

### Secuencias de designación
- Sistema de designación aeronaves del RLM: ← Do 214 · Do 215 · Do 216 · Do 217 · Hs 217 · He 219 · He 220 →

### Listas relacionadas
- Anexo:Aeronaves militares de Alemania en la Segunda Guerra Mundial